# 송훈 (배우)
송훈(宋勳, 1975년 ~ )은 대한민국의 배우이다.

## 학력
- 1995년 ~ 2000년 서던캘리포니아 대학교 University of Southern California (USC)

## 출연 작품

### 방송

#### 드라마
- 2023년 JTBC 《닥터 차정숙》 ... 서인호 오십견 진단 의사 역 (ep.6)
- 2023년 Netflix 《더 패뷸러스》 - 패션사진작가 역
- 2023년 JTBC 《사랑의 이해》 - 김성훈, VIP고객 역
- 2022년 Netflix 《종이의 집: 공동경제구역》 - 교수, 베를린 아빠 역
- 2022년 MBC 《금수저》 - 촬영감독 역
- 2022년 KBS 2TV 《법대로 사랑하라》 - 법무팀장 역
- 2022년 TVING 《개미가 타고 있어요》 - IR팀장 역
- 2022년 tvN O'PENing 《바벨 신드롬 보관됨 2022-08-24 - 웨이백 머신》 - 공선우 시인 역
- 2022년 MBC 《닥터 로이어》 - 쉐프 역
- 2022년 SBS 《우리는 오늘부터》 - 사진사 역
- 2022년 디즈니+ 《키스 식스 센스》 - 고상규, 자동차 업체 '카넥스'의 팀장 역
- 2022년 tvN 《우리들의 블루스》 - 횟집 사장 역
- 2022년 jtbc 《서른, 아홉》 - 사진사 역
- 2022년 ollehTV, seezn, Netflix 《구필수는 없다》 - 어린 건우 아버지 역
- 2022년 tvN 《군검사 도베르만》 - 로앤원 임원, 면접관 역
- 2022년 TV조선 《엉클》 - 보컬트레이너 역
- 2022년 tvN 《설강화 : snowdrop》 - 김기사 역
- 2021년 JTBC 《구경이》 - 보안실팀장 역
- 2021년 JTBC 《IDOL [아이돌:The Coup]》 - 방송국 국장 역
- 2021년 KBS 2TV 《달리와 감자탕》 - 정사장 역
- 2021년 SBS 《원 더 우먼》 - 홍보실장 역
- 2021년 TvN 《하이클래스》 - 지수의 전남편 역
- 2021년 KBS 1TV 《속아도 꿈결》 - 박우진 PD 역
- 2021년 JTBC 《월간 집》 - 저택주인 역
- 2021년 KBS 2TV 《대박부동산》 - 매수자 역
- 2021년 SBS 《라켓소년단》 - 목사 역
- 2021년 JTBC 《선배 그 립스틱 바르지 마요》 - 투자자 역
- 2021년 WAVVE 《러브씬넘버#》 - 운범 친구 역
- 2021년 KBS 2TV 《안녕? 나야!》 - CF감독 역
- 2020년 TvN 《여신강림》 - 조연. 한국사 선생님 역
- 2020년 JTBC 《부부의 세계》 - 전상현 역
- 2020년 JTBC 《야식남녀》 - 카메라감독 역
- 2020년 JTBC 《18 어게인》 - PD 역
- 2020년 KBS 2TV 《도도솔솔라라솔》 - 다경 남동생 역
- 2020년 KBS 2TV 《바람피면 죽는다》 - 서점과장 역
- 2020년 카카오TV 《도시남녀의 사랑법》 - 심사위원 역
- 2020년 KBS 2TV 《출사표》 - 노동청 감독관 역
- 2020년 JTBC 《우아한 친구들》 - CF감독 역
- 2020년 TvN 《악의 꽃》 - 영화감독 역
- 2020년 KBS 2TV 《비밀의 남자》 - CF모델 선발대회 심사위원 역
- 2020년 KBS 2TV 《영혼수선공》 - 신경정신과 전문의 역
- 2020년 MBC 《꼰대인턴》 - 준수식품 영업팀 윤부장 역
- 2020년 OCN 《번외수사》 - 부동산 사기꾼 역
- 2020년 SBS 《편의점 샛별이》 - 영화감독 역
- 2020년 채널A 《유별나! 문셰프》 - 기자 역
- 2020년 SBS 《더 킹 : 영원의 군주》 - 사진가 역
- 2020년 KBS 2TV 《본 어게인》 - 응급의 역
- 2020년 SBS 《엄마가 바람났다》 - 카사노바 백사장 역
- 2020년 TvN 《슬기로운 의사생활》 - 종양 환자 역
- 2020년 MBC 《그 남자의 기억법》 - 드라마 연출 역
- 2020년 채널A 《터치》 - 아이돌 오디션 프로그램 PD 역
- 2020년 KBS 2TV 《포레스트》 - 태성그룹 임원 역
- 2020년 JTBC 《날씨가 좋으면 찾아가겠어요》 - 국어 선생님 역
- 2019년 TvN 《사랑의 불시착》 - 통일부 관계자 역
- 2019년 TvN 《싸이코패스 다이어리》 - 대한증권 자산운용팀장 역
- 2019년 TV조선 《레버리지: 사기조작단》 - 의사 역
- 2019년 KBS 2TV 《우아한 모녀》 - 김닥터 역
- 2019년 JTBC 《초콜릿》 - 차영모의 내연남 역
- 2019년 TvN 《날 녹여주오》 - 동주의 전남편
- 2019년 KBS 2TV 《사랑은 뷰티풀 인생은 원더풀》 - PD 역
- 2019년 KBS 2TV 《조선로코-녹두전》 - 술취한 양반 역
- 2019년 MBC 《웰컴2라이프》 - 지양희의 내연남 역
- 2019년 TvN 《위대한 쇼》 - 라디오 PD 역
- 2019년 SBS 《시크릿 부티크》 - 도박꾼 역
- 2019년 TvN 《검색어를 입력하세요 WWW》 - 유니콘사 임원 역
- 2019년 TvN 《60일, 지정생존자》 - 분노하는 시민 역
- 2019년 KBS 2TV 《저스티스》 - PD 역
- 2019년 MBC 《더 뱅커》 - 대한은행 이세진 과장 역
- 2019년 JTBC 《아름다운 세상》 - 대길의 사촌동생 역
- 2019년 MBC 《검법남녀 2》 - 방송국 PD 역
- 2019년 TvN 《막돼먹은 영애씨 17》 - 윤찬 아빠 역
- 2019년 SBS 《빅이슈》 - 출입기자 역
- 2019년 KBS 2TV 《세상에서 제일 예쁜 내 딸》 - 의사 역
- 2019년 MBC 《봄이 오나 봄》 - 엔터테인먼트 사장 역
- 2018년 MBC 《내 뒤에 테리우스》 - 정부 요원 역
- 2018년 SBS 《여우각시별》 - KR항공 기장 역
- 2018년 KBS 2TV 《땐뽀걸즈》 - 영화과 교수 역
- 2018년 TvN 《빅 포레스트》 -  연변 출신 댄서 아저씨 역
- 2018년 MBN 《마녀의 사랑》 - 엘리베이터 수리공 역
- 2017년 TvN 《화유기》 - 귀신 역
- 2017년 네이버TV 《오! 반지하 여신들이여》 - 심부름센터 사장 역
- 2016년 OCN 《동네의 영웅》 - 중국인 투자자 역
- 2015년 KBS 1TV 《당신만이 내사랑》 - 마드리스키친 임원 역

#### 예능 프로그램
- 2020년 MBC 《전지적 참견 시점》  ep.104 /체크남방 (이영자 치킨 CF편)

### 영화
- 2022년 《탄생》 - 김성서 역
- 2021년 《비상선언》 - NSC외교부차관 역
- 2021년 《한 밤의 판타지아》 - 조연. 주환 역
- 2021년 《To All The Boys: Always and Forever》 - Korean Man 역
- 2020년 《싱글 인 서울》 - 강욱, 팟캐스터 역
- 2020년 《야차》 - 이회장의 변호사 역
- 2020년 《미스터 주: 사라진 VIP》 - 행사장 사회자 역
- 2019년 《정의심판》 - 조연. 최고봉 역
- 2018년 《창궐》 - 야귀 역
- 2018년 《엄마의 공책》 - 부동산 주인 역
- 2018년 《조선명탐정: 흡혈괴마의 비밀》 - 좀비 역
- 2017년 《임금님의 사건수첩》 - 포졸 2 역
- 2016년 《곡성》 - 기자 역
- 2015년 《악의 연대기》 - 국과수 요원 역

### 광고
2020 키움증권 《영웅문》임영웅
2020 《60계치킨》이영자